# 普通翠鸟
，又稱鴗、魚狗、魚獅、魚虎、翡翠鳥、釣魚翁，是佛法僧目翠鳥科翠鳥屬下的其中一種鳥類。這個物種由瑞典博物學家卡爾·林奈於1758年命名，分佈於歐亞非三塊大陸上的水域邊，主要以魚類為食。目前普通翠鳥共有7個亞種，是世界上最小，也是最為人所知的翠鳥科成員之一。
普通翠鳥是在大多數歐洲地區唯一可見的翠鳥科物種，在溫暖的地區為留鳥，而在高緯度地區的冬季時牠們則會向南遷徙。:141其外觀上是明顯的藍綠色及橘色，以及背上一條寶石藍色的條紋。雌雄之間可由下半鳥喙的顏色區分：雄鳥跟上半喙一樣為黑色，而雌鳥則帶有紅色。這種鳥類易與其他數種翠鳥混淆，但通常可從其橫貫眼睛及耳羽之間的橘色條紋區分。牠們相當適應於潛水，並有著特化的視覺構造而能看清水面下的獵物，甚至能夠穿越薄冰層去捕捉獵物。:93
這種鳥類通常採一夫一妻制，在沿岸的河床邊掘洞築巢繁殖後代，每次約產5—7枚蛋，19—21天後孵化，並在24—27天後離巢。:172在文化層面上，普通翠鳥在東西方文化中都有出現在相關的神話及藝術創作內，並有一定程度的正面意涵存在。但這個物種的數量因對水質跟沿岸環境需求甚高，且同時對嚴冬的耐受性相當低的因素，其族群正在逐步减少。不過目前其數量仍然眾多且分佈廣泛，在《國際自然保護聯盟瀕危物種紅色名錄》中被評為無危物種。

## 物種發現與命名

《古今图书集成》博物彙編禽蟲典內所繪之「翡翠」

該物種於1758年前就已被其他動物學家所描述。1758年，卡爾·林奈在其著作《自然系統》第十版中以二名法以不同資料命名了兩種現今都被歸類在普通翠鳥下的物種，一種為，出自其學生之一的弗雷德里克·哈塞爾奎斯特的旅行筆記中，與八哥、鷯哥等一眾現今為雀形目的鳥類一同被分類在鷯哥屬下。而另一種當時則命名為。現今的分類將作為指名亞種，而則成為了其亞種之一，後者也同時是翠鳥屬的模式種。的模式產地位於埃及。:238
其屬名是「翠鳥」或「魚狗」的拉丁語。:40而種小名則是來自莱斯沃斯岛一位美麗女子的名字，她深受古希臘抒情詩人莎孚所喜愛。:60整體學名意義即為「倩女般美麗的魚狗」。
在進入現代之前，中國大陸的翠鳥就已擁有多種稱呼，包含「鴗」（原指天狗）、「北翠」、「翠碧鳥」、「魚師」、「鵃鳥」及「（翠）鷸」等。其名稱可能來自於一種可追溯至東漢時期，被合稱為「翡翠鳥」的鳥禽：其「形如燕，尾赤而雄曰翡，青而雌曰翠。」，源自於其振翅時所發出的「翠翡翠翡」聲。《本草綱目》中記載體型較大者為翠鳥，小者為魚狗，而翠鳥顏色似翡翠，尾巴可做飾品。而釣魚公的名字則來自其等待獵物時如釣者在池畔靜坐等待的模樣。

## 形態描述

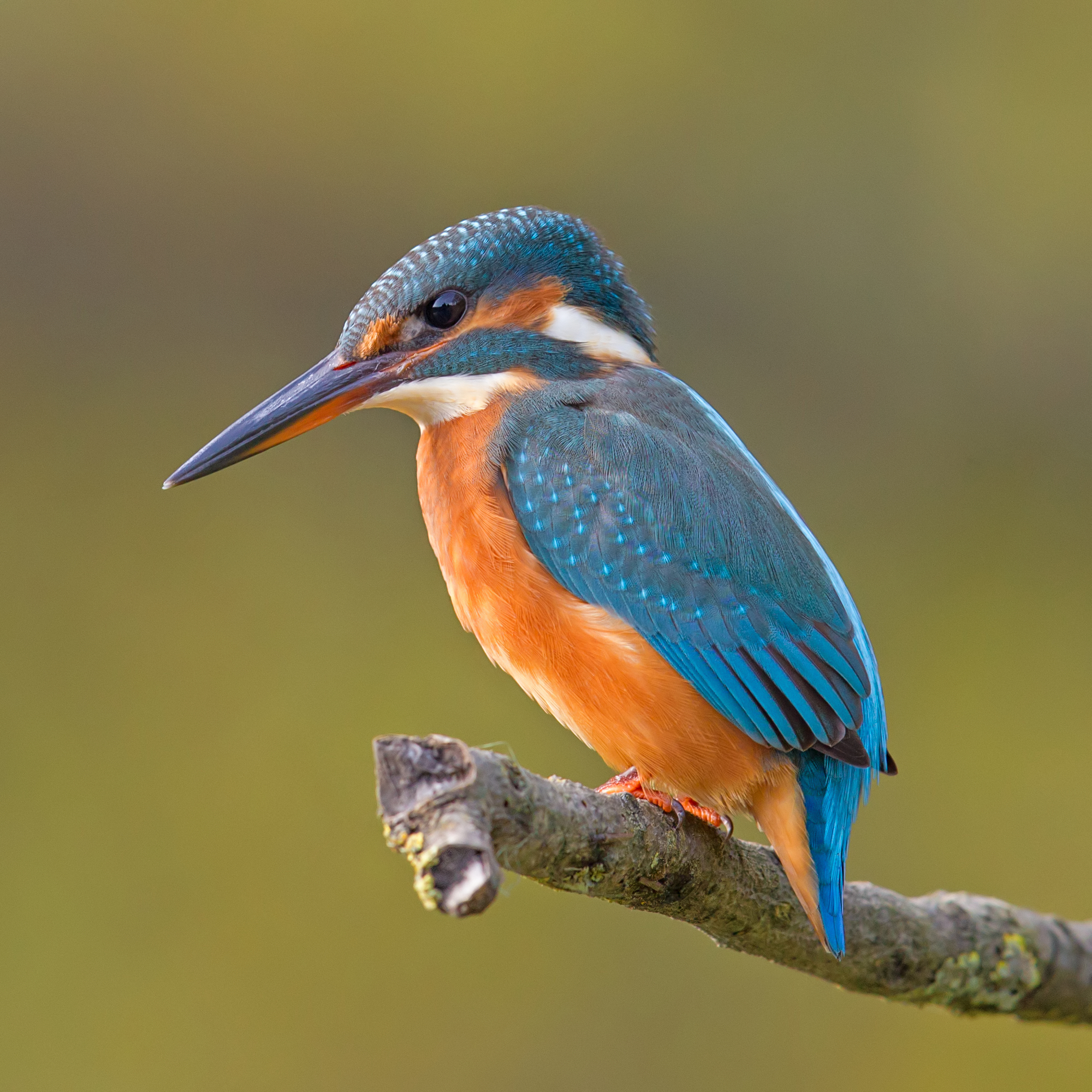
北歐亞種，攝於德國黑森州马尔堡

普通翠鳥的體長15—18公分，體重19—46公克（平均31.1公克）。:239其鳥喙寬平均约5.7公釐、深平均约7.4公釐、長介於37—47公釐（平均約42.2公釐）之間；翼展約24—26公分，翼長介於67—80公釐之間（平均約73.3公釐）；跗蹠平均長约9.9公釐；尾長介於26—37公釐之間（平均約32.3公釐）。:239壽命平均5—10年，但有記錄的最年長個體活了約21年。
成鳥的頭部為深藍綠色帶亮藍斑紋，眼睛虹膜為暗褐色。耳朵上的覆羽橘黃色至紅褐色之間，耳後為白色，口角紅色，而喙大而尖。喉部白色，胸腹羽毛為橘色。肩膀及上翼為墨藍或翠綠色，帶藍色斑點。其背部上有一條自背部至尾部的寶石藍的亮色條帶，這種亮藍色在英文中會以「翠鳥藍」（kingfisher-blue）形容，並也分佈著藍色的斑點。牠們短而結實的腿呈橘紅色至紅色之間，腳趾也較短，但爪子狹窄玵銳利，這使它們成為抓握樹枝的理想工具。:169尾巴短且方，為藍綠色。雌雄基本上相似，但雄性的鳥喙為全黑色，而雌性的則是上黑下紅的顏色。
這種翠鳥身上的絢爛藍色及綠色的羽毛並不是來自其羽毛本身的顏色，而是一種彩虹色。這種擁有特殊結構的羽毛在不同的光線和角度下，會導致其上半身的顏色會呈現出不同變化的藍色及綠色。
幼鳥的顏色較為黯淡而略帶褐色。整體光澤較少，喙端具有斑駁白斑，且腿為帶有黑色的紅色。
自喜馬拉雅山脈到所羅門群島之間，普通翠鳥跟其他翠鸟分布有所重疊且形態相似，但普通翠鳥有一條橫貫眼部及耳羽之間的橘黃色至紅褐色條紋，是這種鳥類與其他六種相似翠鸟（包含西蘭三趾翠鳥、藍胸三趾翠鳥、藍帶翠鳥、藍色三趾翠鳥、藍耳翠鳥及斑头大翠鸟在內）區分的識別特徵之一。但須注意這種特徵在藍耳翠鳥的亞成鳥身上也有。而與斑頭大藍翠鳥比較時，普通翠鳥體型較小，而眼斑顏色與前者的黃色不同。

## 亞種、分佈與系統分類學

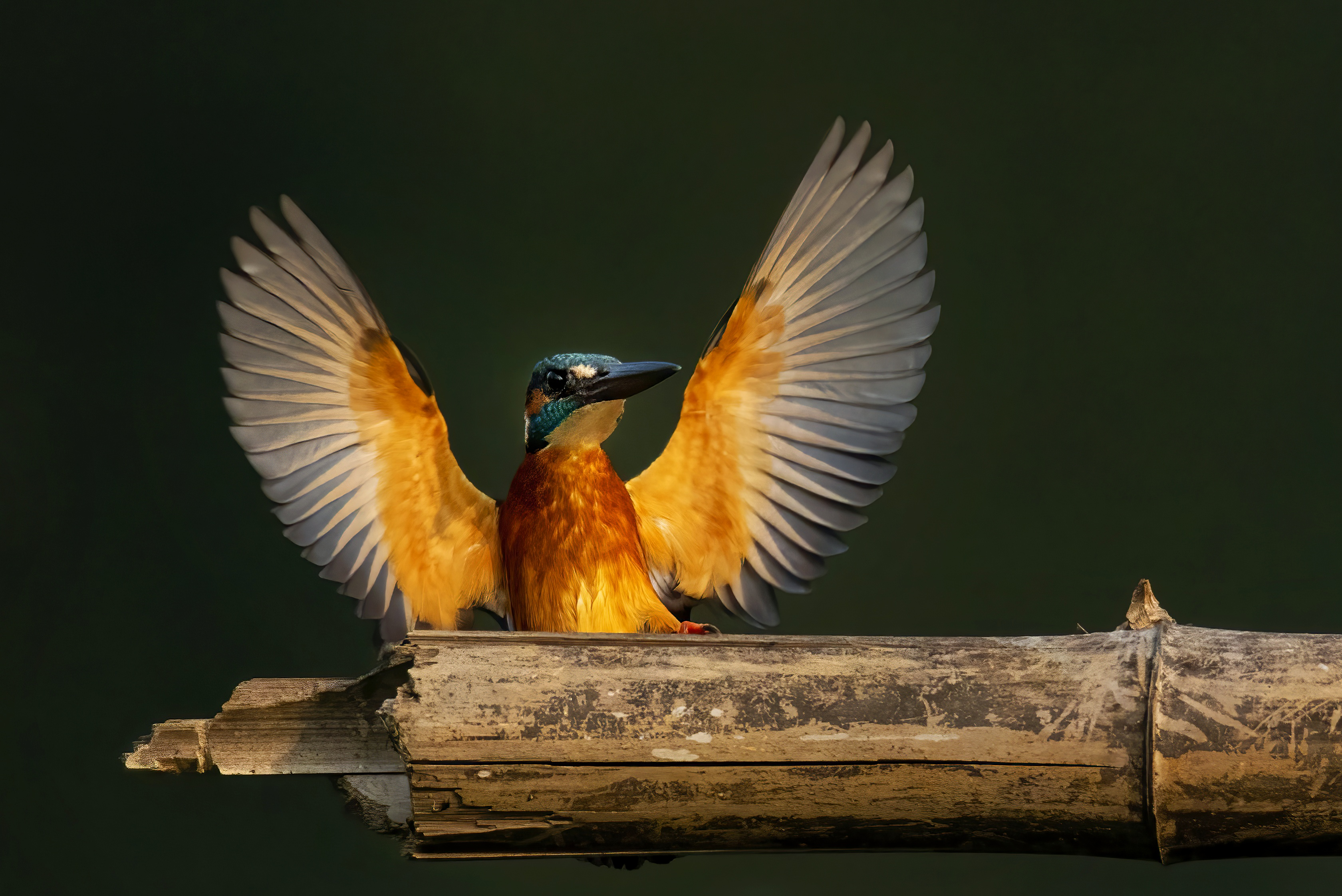
普通亞種的展翅瞬間，攝於孟加拉國國家植物園

普通翠鳥分佈於北緯60度以南的歐亞大陸、北非、印尼及新幾內亞地區。在大多數歐洲地區、北非、中亞、尼泊爾以北的區域中，是唯一可見的翠鳥科物種，並也是除了在北美洲的白腹鱼狗外分布最北的翠鳥之一。:141
這個物種在較早期的文獻中認為與分佈在東部跟南部非洲的半領翠鳥是超種的關係，後者曾被認為是其亞種之一。:239但現在較新的研究則認為是與小藍翠鳥關係最近。而這兩個物種與半領翠鳥及亮蓝翠鸟為姊妹群的關係。
包含指名亞種在內，目前被承認的亞種一共有七個。其中在中亞、阿富汗和克什米爾的翠鸟族群有時會因嘴巴較短且下半身顏色較淡而被分為第八個亞種。:239這些亞種的差異主要在於顏色的變化，其中上半身有綠藍、亮藍色和紫藍色的變化；耳羽有赤褐色或藍色的變化，而下半身則是淺橘至深紅褐色的差異存在。
- 指名亞種（A. a. atthis）：分佈於西班牙和北非到西伯利亞中部、中國大陸西北部和印度西北部之間。冬季時會南遷至埃及、蘇丹東北部、葉門、阿曼和巴基斯坦一帶。[7]相較於北歐亞種，其頭頂較綠，而腹部顏色較淡，體型及嘴部也略大。[7]
- 北歐亞種（A. a. ispida）：分佈於挪威、不列顛群島和西班牙北部至俄羅斯西部。冬季時會南遷至葡萄牙南部及伊拉克。[7]亞種名是中世紀拉丁語的「魚狗」之意。[25]:208其下巴的白斑較指名亞種暗。[43]
- 普通亞種（A. a. bengalensis）：分佈於印度中部至東南西伯利亞、日本、台灣和東南亞。冬季南至蘇門答臘、爪哇、婆羅洲、北蘇拉威西島、蘇拉群島、哈馬黑拉島和菲律賓。[7]亞種名指的是孟加拉地區。[25]:69其顏色較前兩個亞種更亮。[7]該物種的描述最早由德國博物學家約翰·弗里德里希·格梅林所改版的《自然系統》內出現。[44][註 4]部分文獻中會將日本的普通翠鳥獨立為，但現被認為是普通亞種的同物異名。[3][39]
- 斯里蘭卡亞種（A. a. taprobana）：分佈於印度南部和斯里蘭卡。亞種名為拉丁語直譯的塔普羅巴納，即指稱現今的斯里蘭卡島。[25]:379其上半身是明亮的而不帶綠色的藍。[7]由德國鳥類學家奧托·克萊因施米特（英语：Otto Kleinschmidt）據錫蘭（即斯里蘭卡）所採集的標本於1894年描述，並認為在該地翠鸟的翅膀前緣顏色比普通亞種還鮮艷而另立亞種。[46]
- 小巽他亞種（A. a. floresiana）：分佈於小巽他群島中，包含峇里島、龍目島至韋塔島和帝汶島之間的範圍。其外觀與北歐亞種相似，但其藍色的體色幾乎迥異，且其耳羽同時帶有藍色及紅褐色。[47][7]該物種由英國動物學家理查德·鮑德勒·夏普首次於1892年描述，該亞種在其描述中居於佛罗里达群岛以及摩鹿加群島。[47]
- 摩鹿加亞種（A. a. hispidoides）：分佈於蘇拉威西島、摩鹿加群島、東至東南紐幾內亞、當特爾卡斯托群島和路易西亞德群島、俾斯麦群岛至格林群島等地。亞種名是合成詞，由北歐亞種的亞種名及拉丁語（「相似」之意）組合而成。[25]:193其頭部是紫藍色而非藍綠色，而耳羽則為純藍色。[7]這種亞種跟藍耳翠鳥相當類似，但兩者的分佈區域有所差異。[7]該亞種由勒內-普里梅韋勒·萊松於1837年以摩鹿加群島中的布魯島上所獲得的標本描述。[48]
- 索羅門亞種（A. a. salomonensis）：分佈於所羅門群島北部至東南部，如布卡島、馬基拉島，但不包括佛罗里达群岛或大部分偏遠島嶼。其亞種上半身顏色較摩鹿加亞種更偏紫，耳羽也同樣帶有藍色，體型也更大。[7]該亞種於1905年由第二代罗斯柴尔德男爵沃尔特·罗斯柴尔德與德國鳥類學家恩斯特·哈特爾特（英语：Ernst Hartert）所一同發布關於在索羅門群島物種的文章中被首次描述。[49]

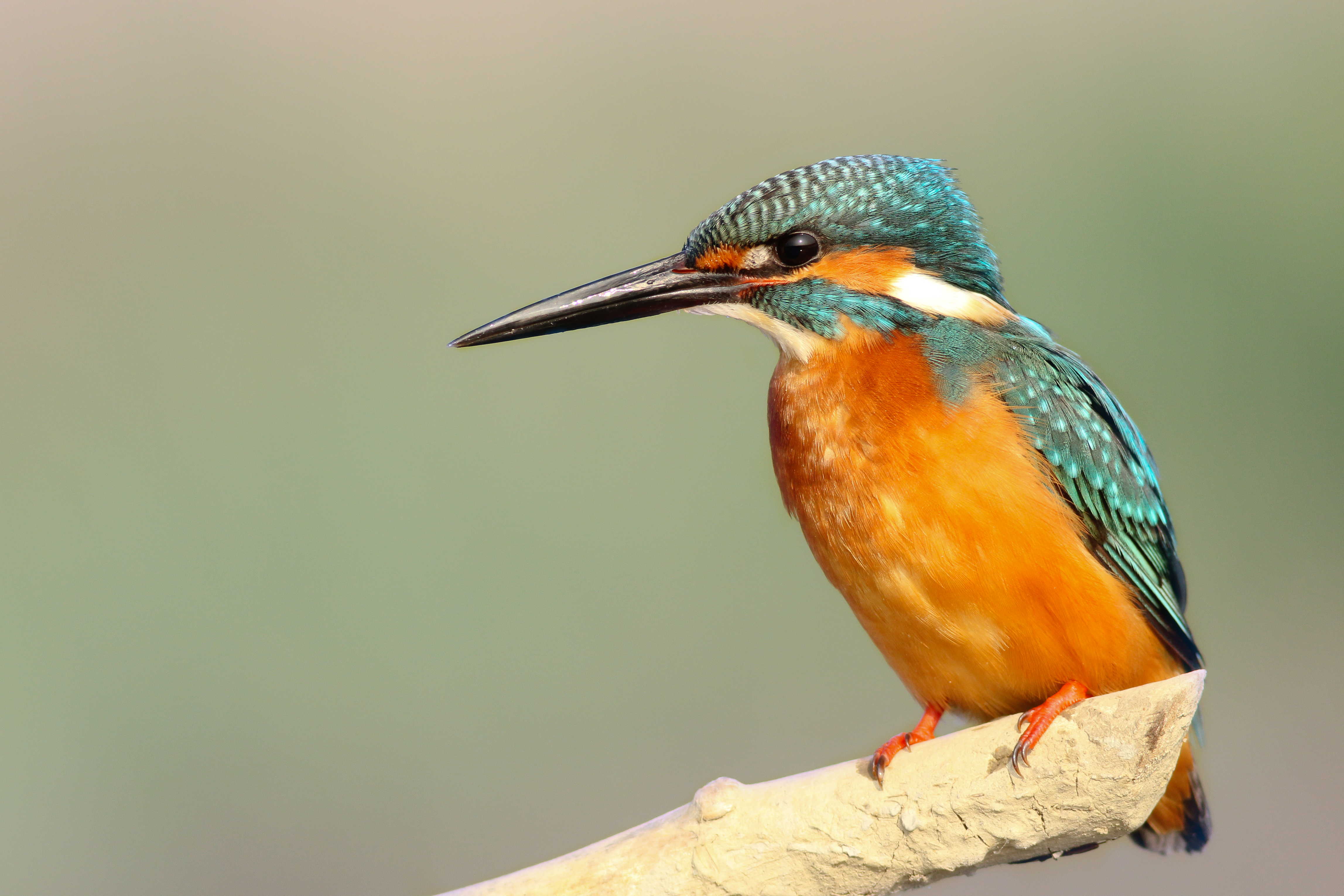
普通亞種，攝於台灣台南市湖內區

| 亞種               | 翼長  | 尾長  | 喙長  | 重量                    |
| ------------------ | ----- | ----- | ----- | ----------------------- |
| A. a. atthis       |       |       |       | 雄鳥：23—35 雌鳥：30—35 |
| A. a. ispida       |       |       |       | 雄鳥：29—45 雌鳥：34—46 |
| A. a. bengalensis  | 68—76 | 26—37 | 37—46 | 雄鳥：19—40 雌鳥：20—30 |
| A. a. taprobana    | 67—73 | 29—33 | 41—45 |                         |
| A. a. salomonensis | 72—80 | 29—34 | 39—47 |                         |

## 棲息環境

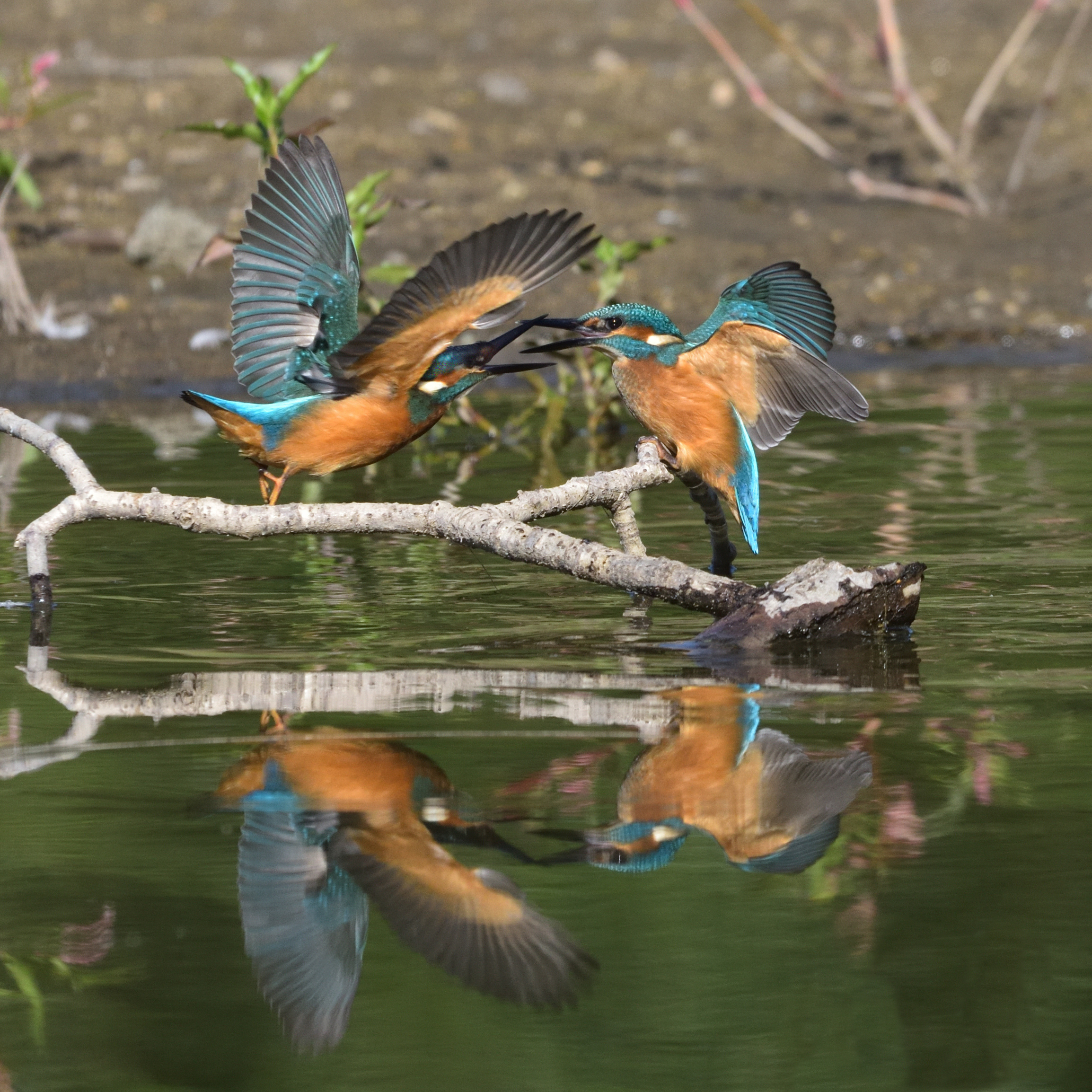
兩隻未成年的普通翠鳥正在水上玩鬧，攝於捷克

這種翠鸟主要生活在中低海拔（約海拔243公尺以下）的水域周邊，例如平地的河川、溪澗、池塘、湖泊、運河、渠道、魚塘甚至是水庫等地。但這種鳥類更偏好清澈與流速和緩的中小型河流，同時提供足夠合適大小的魚類，及帶有蘆葦、紙莎草跟突出枝幹的灌木的棲息地。:141最高可至海拔1500公尺處發現其身影（另一說可達海拔1830公尺處）。但到了冬季的非繁殖季時節，受到大多數內陸淡水水域結冰的影響，牠們被迫遷徙到沿海地區，並在鹽水湖、河口、港口和有遮蔽的岩岸上生存。:141
在東南亞的熱帶地區，普通翠鳥面對著許多相似物種的競爭，而會出沒於紅樹林溪流、濕地草地和沼澤等第，並也可在大型花園發現牠們。即使在競爭較少的歐洲，這個物種也會在安靜地在花園的池塘中捕魚。:141

## 習性
普通翠鳥通常單獨或成對行動，並在冬季時是完全獨居的鳥類，任何踏進領域內或甚至是前伴侶的鳥隻都會被其驅出領域外。這種鳥類的個性通常較為膽小，一旦受到干擾就會迅速飛走，但有時也會被允許以非常近的距離的觀察牠們。

### 食性

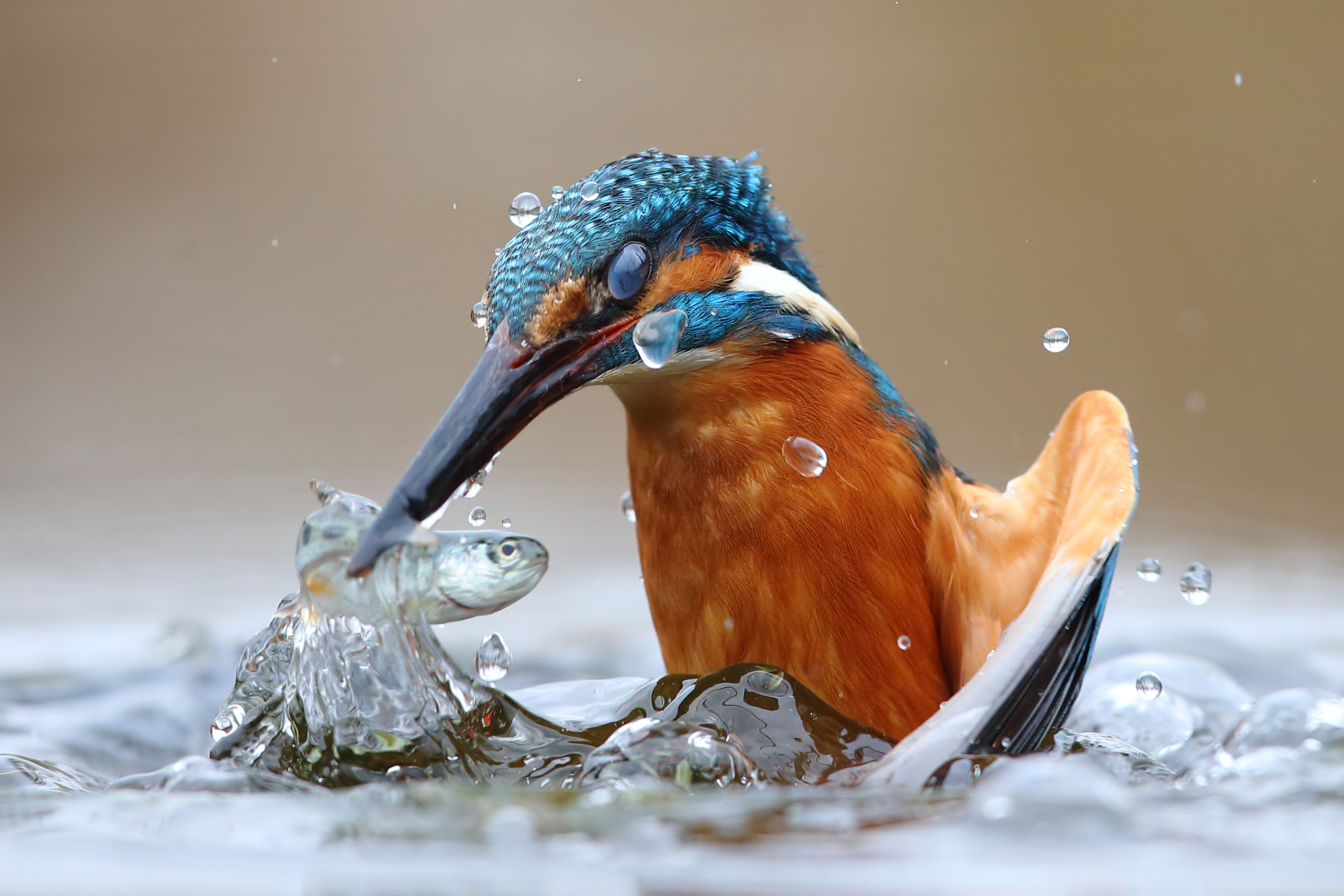
捕食瞬間的普通翠鳥，可見其眼睛上的瞬膜仍在，攝於義大利韋爾切利省波河河段

這種鳥類主要以魚為食，不同地方的翠鸟在觀察中至少有60％的食物都是魚。並也會以蝦等甲殼動物、水生昆蟲、蛙等兩棲動物、軟體動物、小型爬蟲類或是一些悬钩子属及接骨木属植物的漿果跟蘆葦為食。其獵物最大為12—12.5公分左右的魚。在冬季的觀察中，一隻翠鸟每天會吃掉13—21條小魚，即約需要成功地潛水38次以獲得46公克的食物，能占其總體重的50—60％。在克什米爾，當地的普通翠鳥會在上午10—12時和下午17—19時捕魚，迴避了白胸翡翠及斑鱼狗的主要捕食時間；但在馬來西亞則無觀察到此現象。這種翠鸟每天會吐出幾次一小塊無法消化的魚骨和昆蟲殘餘物質所形成的食丸。
目前被記錄過的魚類獵物包含棘背魚、鱥魚、杜父魚、擬鯉、魮魚、茴魚、鱒魚、鱸魚、狗鱼、花鳅、條鰍、鯽魚、鮈魚、雅羅魚（包含歐白魚及歐雅羅魚）及雲斑鮰。這種廣泛的食性並不限於當地的魚類，在一次於西班牙的觀察中發現在冬季時普通翠鳥的食物中，有94.9％為魚類，且全為外來物種（最主要為歐白魚以及霍氏食蚊魚）。
非魚類的食物則包含了甲殼類（淡水的钩虾属、螯蝦屬、长臂虾属、利莫斯螯蝦）、水生昆蟲（蒼蠅、蝴蝶、蛾、水蠆、龍蝨科、蜉蝣目、脈翅目、襀翅目、毛翅目、半翅目和異翅亞目），並還有一些蜥蜴屬、歐螈屬生物。但這些非魚類的生物似乎是這種鳥類偶然地誤判這些物種為魚類的結果，而並非牠們本來就會食用這些生物。
這種鳥類通常在淺灘上覓食，多佇立於1—2公尺的高處或定點滯空，伺機而動。在捕食時，牠們會根據獵物的位置決定捕捉的方式：不是在水面上直接抓取，就是潛入水中抓取，不過選定的獵物通常不會深於水面下25公分，且更偏好於容易捕捉的獵物。:153在後者的情況下，翠鳥會將翅膀向後拉收攏，使身體呈流線型入水以減少阻力，並用瞬膜保護眼睛，抓到魚後再振翅個一、兩次以利用自身的浮力，垂直飛出水面，返回岸邊。:153, 154通常會先把魚對著樹枝、石頭或地板敲擊，待魚昏死之後才一口從魚頭吞下或飼餵給幼鳥。
這種翠鸟相當適應於潛水，並也因此有能力穿越一層薄冰以捕捉在冰面下的獵物。:153通常一隻翠鸟只需要1.16秒就能從離水面1公尺高的地方潛水，捕捉到水面下12公分下的魚。在視覺方面上，這種鳥類也有著像其他同類一樣具有兩個中心凹：在空中使用主中心凹，而在水中時則切換到次要的中心凹。:93但普通翠鳥還有特化的卵狀晶状体以及多達52度的中心凹夾角（鷹或隼通常僅12度），這使牠們進入水中時能保有其視覺敏銳度，甚至可能在水中會有更為優越的視野。:93其眼中所具有的紅色小油滴，也能過濾掉部分特定波長而增加一定的顏色對比度，並減少色差和眩光。:94

### 飛行
普通翠鳥的翅膀較短而寬，能在狹小的飛行空間中提供極佳的機動性。牠們常常貼近水面、快速地拍打翅膀並直線飛行。其速度可達每小時40—45公里，被形容為「藍色的巡弋飛彈」。這種飛行特性讓牠們儘管色彩鮮艷，但在水面上方快速旋轉跟短滑翔時，往往只能看見一片藍色和橘色的模糊身影而難以辨認。

### 遷徙
通常在不封凍的溫暖地區，普通翠鳥是留鳥；反之則多受到水域結冰的影響而向南遷徙，並通常在夜間集體移動。例如，在中國大陸東北地區的個體就會遷徙。在歐洲的個體，會在北部和東部度過夏季，而在冬季時向西南方向遷移。其中在英國的個體移動距離不超過500公里，而比利時和法國的繁殖鳥類會遷徙至少500公里，捷克及斯洛伐克的翠鸟則遷徙1500公里左右，在俄羅斯的則會需要遷徙3000公里左右。
在繫放的紀錄中，有一隻在韓國被記錄到的普通翠鳥在2個月後於菲律賓北部的呂宋島被重新找到。

### 繁殖

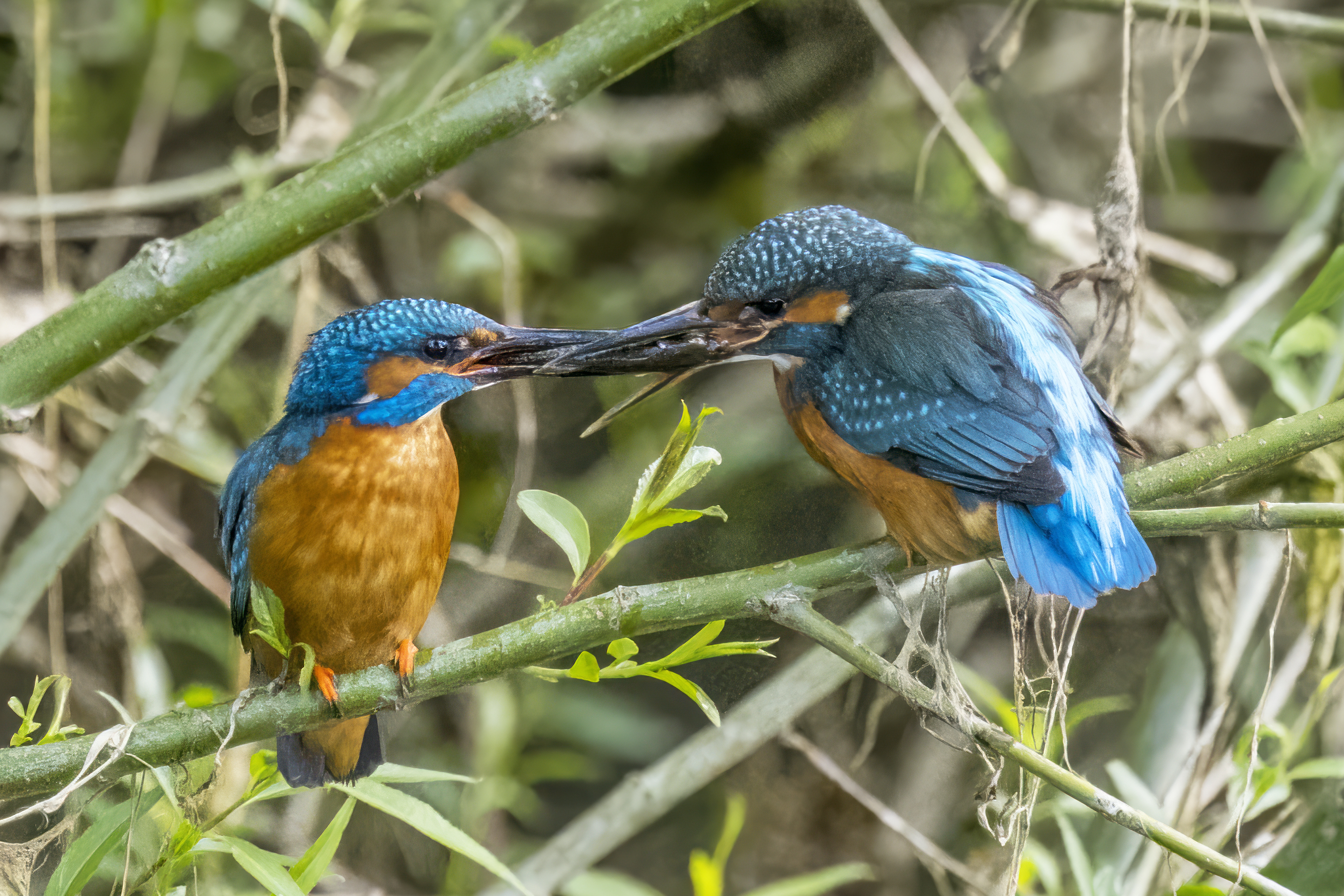
雄鳥正在餵食雌鳥，攝於英格蘭多塞特郡斯圖爾河

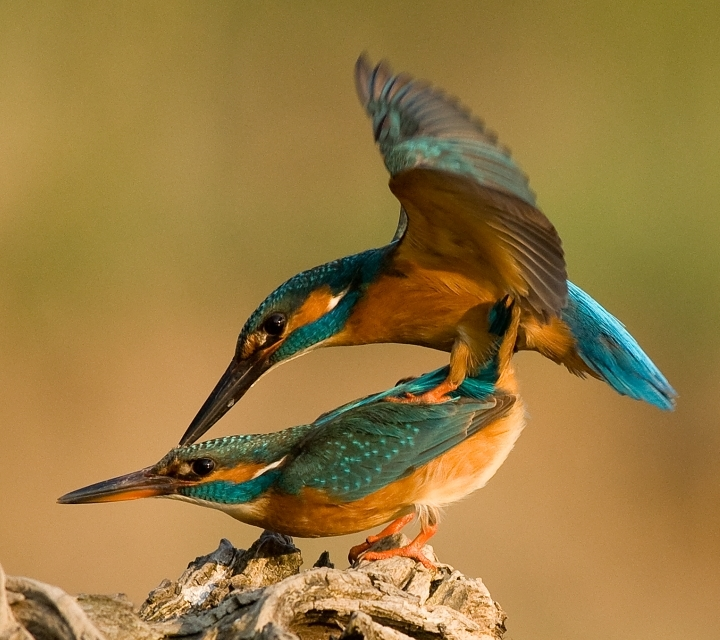
一對正在交配的翠鸟，從其下半鳥喙可見上雄下雌，攝於斯洛伐克加亞里

總體而言，普通翠鳥是可持續多個繁殖季的一夫一妻制，其繁殖季介於1—7月之間，並視其是否是留鳥會有時間上的差異。但一隻雄鳥與多隻雌鳥交配的情形也不罕見，例如在瑞典的個體就有觀察到此現象。通常一對成鳥每年會養育2—3窩幼鳥，最多4窩，例如在4月份有一巢，7月底時一巢，有時候10月初時還會有幼鳥。雄鳥具有強烈的領域性，在秋季時，牠們會在領域中心做出包含挺直身體、翅膀垂下、頸部伸直、嘴巴張開、向前伸展及身體左右搖擺等一系列展示行為以吸引雌鳥注意。雄鳥在吸引到異性後會以求偶餵食的方式向雌鳥提供食物示好，並隨後交配。
在配對後，兩隻翠鸟會一起在砂質河岸、無石礫的河岸、採石場、砂坑、泥炭形成的河岸或土岸中挖掘洞穴。這些洞穴常選擇在河面較淺、碎石較少且水體含氧量高地方挖掘，通道不曲折而有些微斜度，通道的寬度為5—8公分，長度平均60—90公分（極限值在15—137公分之間），通道末端則是一個寬度為9—15公分、高10公分的空間。有時候也會利用白蟻、崖沙燕或水䶄的舊巢穴，或是腐爛的樹樁及運河的混凝土通道為巢。並距離水面有90—180公分高。

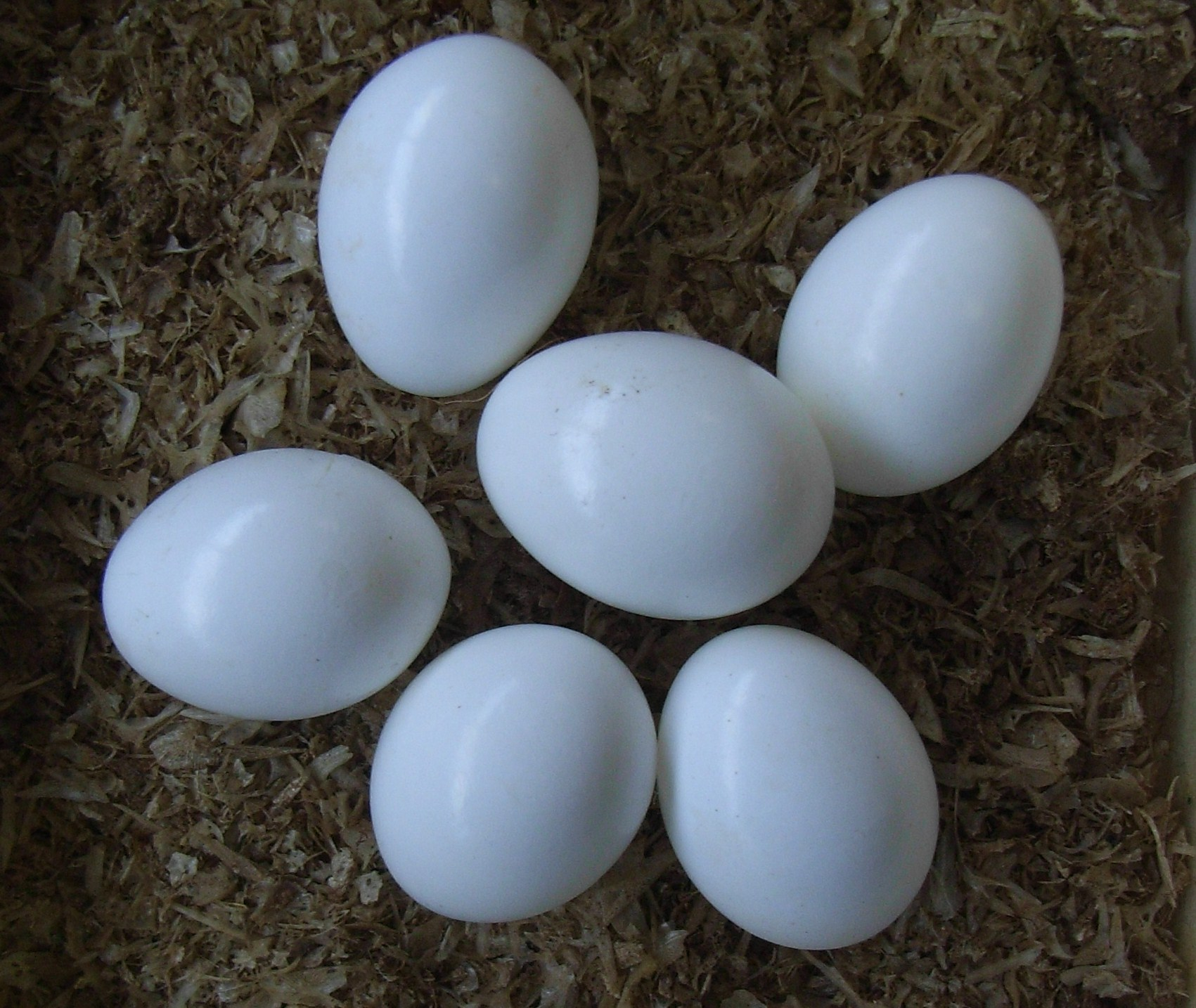
普通翠鳥的卵

雌鳥每次產5—7枚蛋，最多可至10枚。:172卵為白色且光滑的近圓形，平均大小為長20.9公釐、寬17.6公釐，重3.2—4.0公克。雌鳥會每隔一天就會產下一枚卵，並從最後一枚開始孵卵以確保這些卵同時孵化，但因體型緣故，有時會有幾枚卵因無法被其覆蓋到而不能成功孵化。:172雌雄都會在白天孵卵，但到了夜間時段只會有雌鳥負責。雌鳥產卵的時間視地區會有所落差，英國在3月—7月之間（主要在4月）；瑞典則主要在5月；西北非在3月—4月；克什米爾在4月—7月；馬來西亞在1月—6月；巴布亞新幾內亞則在6月。雛鳥會在19—21天後破殼而出，並與卵同時待在一層魚骨頭及食丸所形成的平面上。
剛孵化的幼鳥為全盲，全身只有藍色的稀疏細毛，並有著比例相當大的腿。幼鳥們平均每天會被雙親輪流餵食約10—15條魚，一開始每45—50分鐘會被餵食一次，隨著幼鳥的成長，餵食頻率會逐漸增加，直到離巢不久前的18天大時，幼鳥可能每15分鐘左右就會被餵食一次。:183雙親通常會將魚頭朝向幼鳥的方向餵食，並在餵食後進行沐浴，被認為是確保環境整潔的行為。:183在一次於北伊比利亞半島地區的育雛觀察中，這種鳥類並未被發現對能提供較高能量的魚類有所偏好，其餵食的食物與熱量、營養成分均無關係。
幼鳥約會在巢內待上24—27天後才離巢。而離巢後的幼鳥通常會在第四天時第一次嘗試衝入水中捕食，此時不夠強壯的幼鳥常在下水時就因此淹死，是其生存中最大的試煉。成功存活的幼鳥會在1歲時達到性成熟。繁殖成功率在英國為80％，瑞士為54％，德國為58％。

### 叫聲
這種鳥類並不會鳴唱，其叫聲大多是帶有顫音的哨聲。雄鳥在飛行時常會有響亮而尖銳的「唧——」（「cheee」或「chikeee」）作為領域叫聲，並重複兩至三次。在焦慮時，則發出帶有粗糙感的「shrit-it-it」聲音。雌鳥有被記錄到有「tsuk、tsuk」的興奮聲音。而雛鳥在一開始會發出「cheep、cheep」的聲音，十天後乞食時則改為發出咕咕聲響。

## 生態地位
食魚鳥類常導致在漁業和鳥類保育之間的利益衝突。普通翠鳥所食用的魚類有在不同研究中有2％—55％為鮭科魚類，曾因有捕食身為保育種的大西洋鮭幼魚的可能而被研究是否會危害其生存，但被證明其危害「幾乎是微不足道」。反而是因捕食鉤蝦的行為而被認為有助於鱒魚的卵不被蝦所食。

## 威脅與生存率

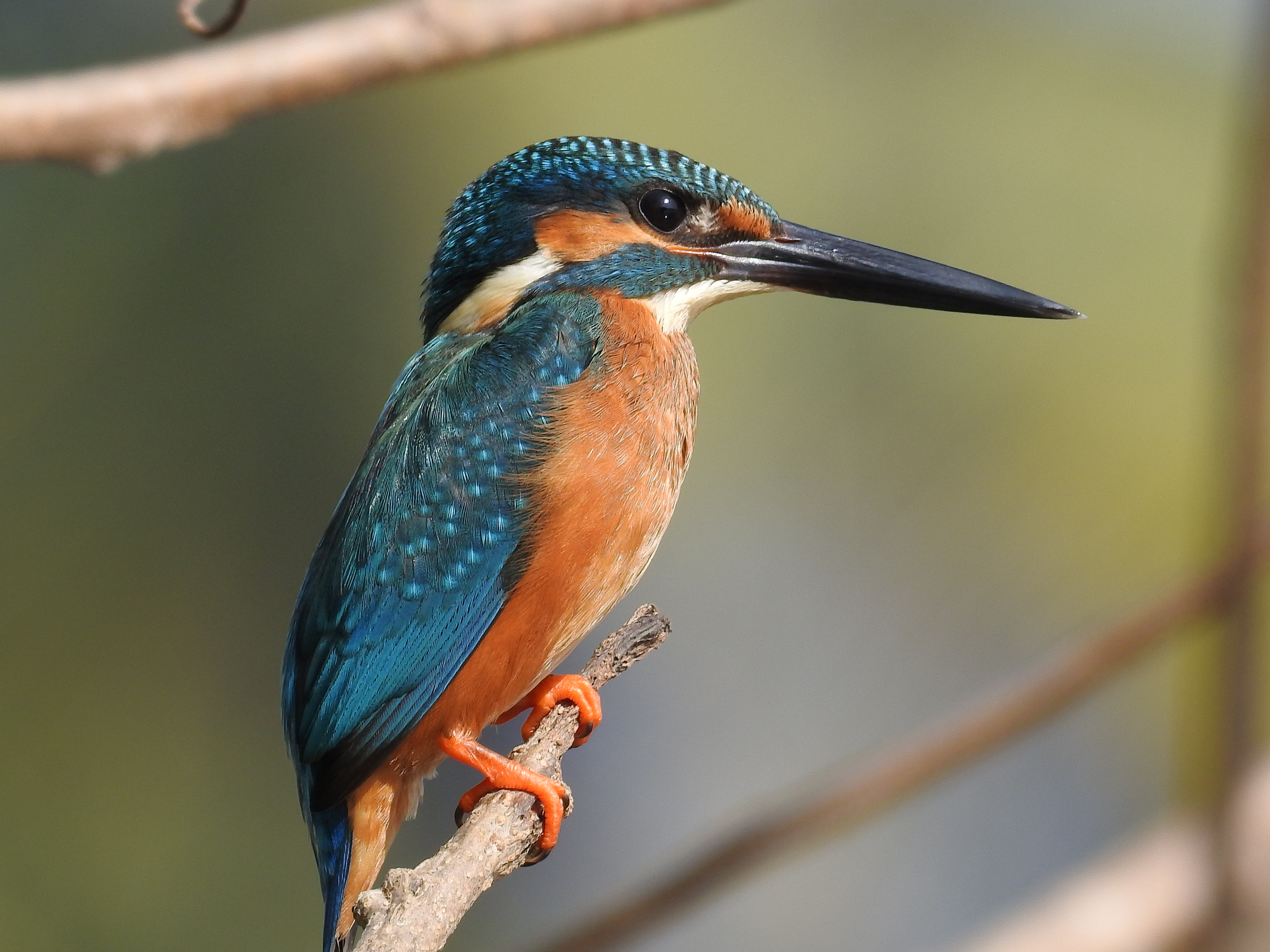
斯里蘭卡亞種

普通翠鳥在成年後天敵較少，但家貓以及部分地區的老鼠仍會對其造成威脅，而欧洲狗獾及赤狐會掠食其巢穴。因為這種鳥類具有攻擊性，雖然蛇等地面掠食者也可能會侵害幼鳥但也能起到一定的保護作用。而對其最致命的威脅是冬季的嚴寒，當這種惡劣條件持續下去並導致淺水內陸水域結冰時，牠們的生存風險因此而更加上升。在英國，普通翠鳥在1962—1963年間遭遇到最嚴重的寒冬，並一度導致有些地區的族群完全消失，而其他地區的則減少了多達90％的數量。其種群可能需要數年才能從一次的嚴冬中恢復過來。但也有觀點認為因為相當多產的緣故（至少有雙胞胎），其影響可能並不會如此嚴重。
這種鳥類也對河流的變化相當敏感。工業廢棄物和農業相關的物質流入這些翠鸟所生存的水域、河流遭人為改道或開發為堤防或護岸等情形嚴重影響其築巢及繁殖後代的能力。為了保護漁業資源，也導致普通翠鳥在部分地區遭到了迫害。自1970年代以來，普通翠鳥的數量下降通常都歸因於河流的汙染，牠們的存在已成為是河川品質的良好指標之一。
因為普通翠鳥佔據較高生態地位的緣故（捕食魚類的高級消費者），目前已被證實多氯聯苯會在普通翠鳥的體內累積並導致生物放大作用，並也有汞、HEOD及DDE等殺蟲劑被發現曾堆積在翠鸟體內。
目前其他死因還包含交通事故、撞窗和人類的干擾。在過去則有來自漁民的迫害、羽毛用以提供釣餌和滿足時尚潮流等情況，但現已幾乎不發生。
幼鳥除了嚴冬之外，夏季的洪水或壞天氣也容易使成鳥無法會其提供食物而飢餓死亡。只有一半的幼鳥能夠存活超過一、兩個星期，並只有四分之一的幼鳥能活至下一次的繁殖季節（78—79％個體死亡）；而成鳥也是只有四分之一的個體能活過冬季（71—73％個體死亡）。

## 數量與保護情況

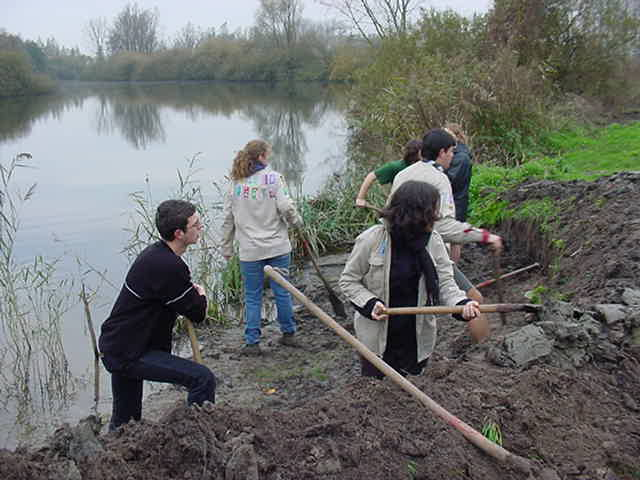
一群正在河岸邊製造垂直壁面使普通翠鳥可以在該地繁殖的志願者

普通翠鳥總體數量在2001年被估計約有近60萬隻。在歐洲，1970年代估有約10000—15000對，2015年時則約估有97500—167000對翠鳥，預估若不調整現有做為，未來會在三個世代內可能減少約30—49％的數量。其中，在英國1970年代大約有5000—9000對，但現在數量逐漸下降至估計大約有3850—6400對。威爾斯的普通翠鳥最多一年可達400對，但也隨著人類活動的擴張而逐漸消失。在2009年的估計中，中國大陸及俄羅斯各約有100對—10萬對；日本及台灣各有1萬對—10萬對普通翠鳥。
現已有團隊組織相關行動，將河川沿岸形塑成翠鸟所喜愛的陡坡地形，並設立巢箱以吸引這些翠鸟前來築巢，目前也獲得了一定成效。並利用了日漸輕盈的小型且防水的GPS以追蹤這些小型鳥類的活動。
因為其分佈範圍廣大，且數量下降並不符合易危物種的標準，故在《國際自然保護聯盟瀕危物種紅色名錄》中被評為無危物種。在歐洲的地區名錄中則因預期的下降趨勢曾一度被歸為易危物種，但2021年後則回到無危層級。
- 《伯恩歐洲野生物種保育和棲地公約（英语：Berne Convention on the Conservation of European Wildlife and Natural Habitats）》附錄二物種[22]
- 歐盟《鳥類指令（英语：Birds Directive）》附件一物種[22]
- 中國大陸《国家保护的有益的或者有重要经济、科学研究价值的陆生野生动物名录》（三有保護動物）[64]

## 文化意涵

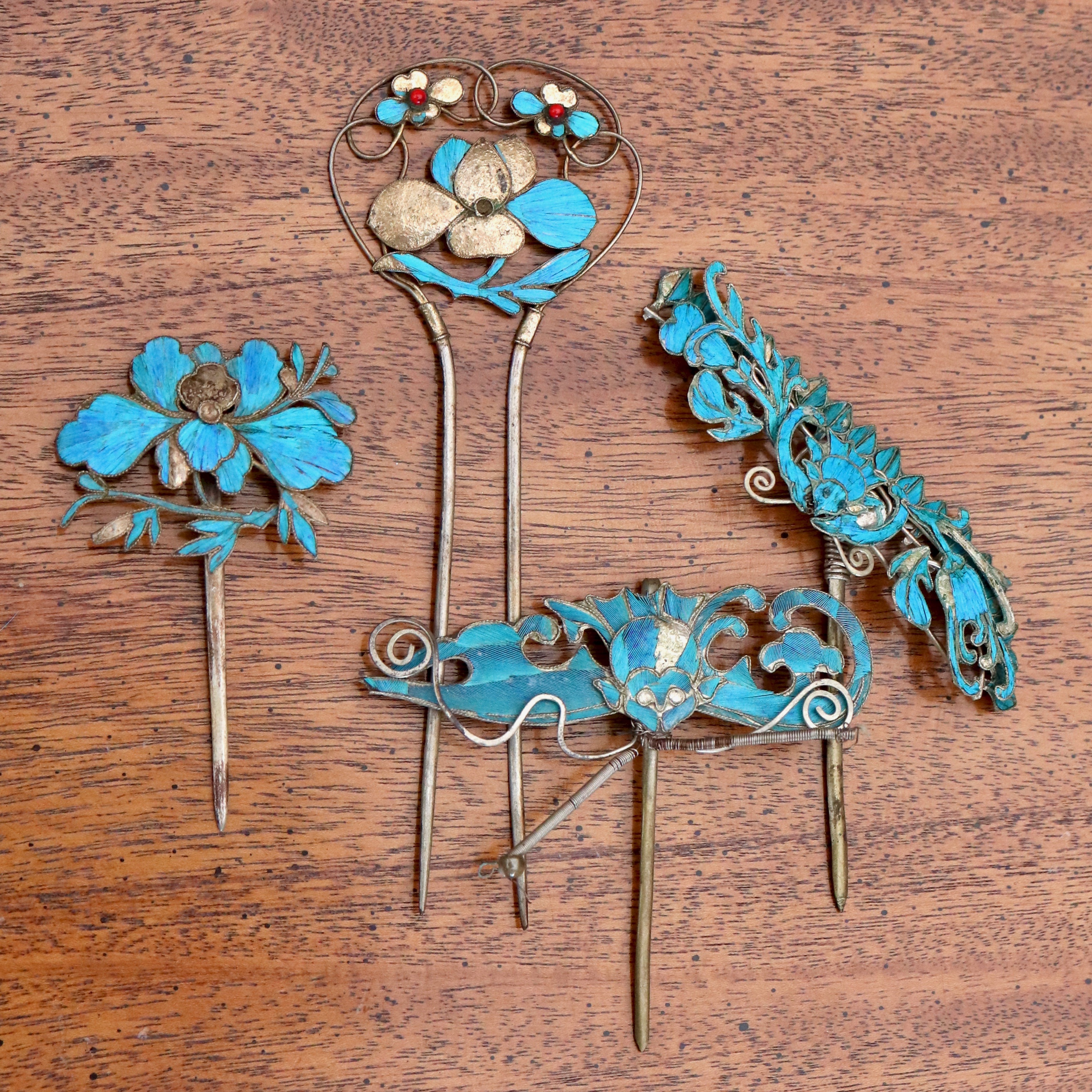
使用了翠鳥羽毛的點翠

分佈於中國大陸的普通翠鳥在漢文化中占有一定的文化意義，唐朝官員楊巨源曾以其姿態賦詩：
有意蓮葉間，瞥然下高樹。擘破得全魚，一點翠光去。
人們以其外觀為參考做為墓葬品使用的情形可追溯至漢朝，並有象徵富裕、富足、吉利等相關吉祥寓意。當地人也利用其羽毛發展出一種稱為「點翠」的手工藝，這是一項利用普通翠鳥、白胸翡翠和黑頭翡翠等翠鸟羽毛進行金銀首飾加工的技術，該文化最早追溯至战国时期，並應用於京劇等傳統戲曲上。但因追求進行活體拔羽而被撻伐，以及這數種翠鸟被列入《国家重点保护野生动物名录》及《国家保护的有益的或者有重要经济、科学研究价值的陆生野生动物名录》等名錄內等緣故，現多以染色的鵝毛替代，且有著相關技術流失的問題存在。

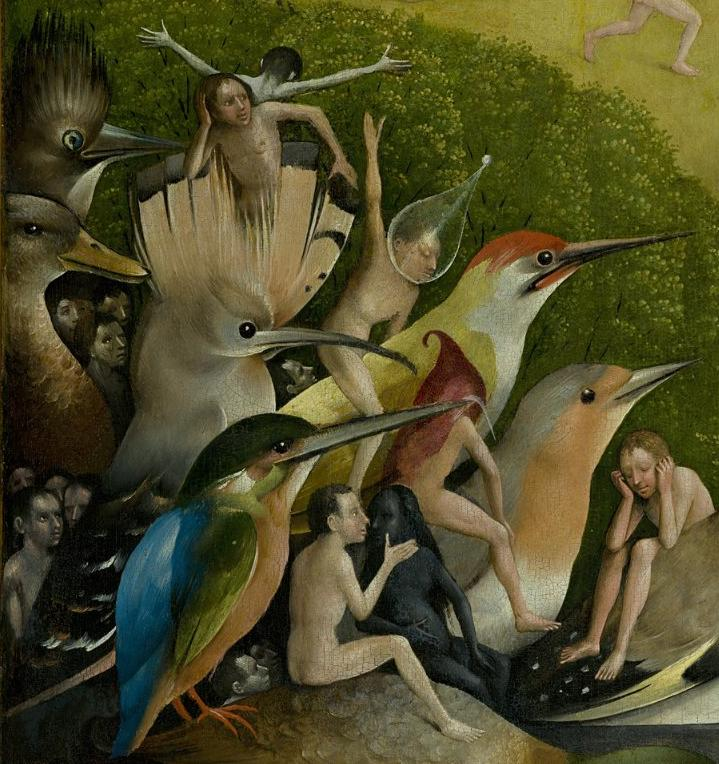
荷蘭畫家耶罗尼米斯·博斯《人間樂園》的局部放大圖

在古希臘神話中，風神埃俄羅斯的女兒阿尔库俄涅與刻宇克斯結婚，在刻宇克斯因宙斯的懲罰而溺水後，阿爾庫俄涅也隨之殉情。這件事引發了諸神的同情，便將兩人的靈魂化身成了翠鸟，而能一同度過餘生，在海面上孵育後代（儘管翠鳥科成員內可能僅斑鱼狗會在海洋中生存）。埃俄羅斯見此，使冬至前後七天的海面平靜，以保護這對夫妻，而這七天也因此得名「Halcyon days」（意即「平靜的日子」，現多做為「（過去）美好的時光」）。翠鸟在古希臘時期被視為純潔和真愛的象徵，並相信其平靜大海、控制風與水的能力。而這些相關典故在現代分別成為了翡翠属（Halcyon）及三趾翠鸟属（Ceyx）的語源。:98, 185
在傳說中，其平靜風的能力在死後有會存在，將翠鸟的腳懸吊在空中時，其鳥喙會永遠指向風的方向。威尔士的杰拉德在其十二世紀作品《爱尔兰地理》提及他收藏了一隻永不腐爛的翠鸟。並也有觀點翠鸟被認為會保護衣物而免受蛀蟲侵害。翠鸟同時也是都爾的瑪爾定的神聖代表動物之一。:179而在歐洲神話中，啄木鳥和翠鸟都具有冬天和男性的象徵意義。:179
翠鸟在基督教中也有相關意義，在《創世紀》的挪亚方舟就承載了翠鸟。在這個故事中，翠鸟原為灰暗無色的鳥類，但卻是挪亞最受信任的動物之一。在大洪水消退過後，牠們是第二批被放出去尋找陸地的動物之一，卻因為貪玩而直至翠鸟身體被天空及太陽染為藍色及橘色之後，才想起原先的任務。內疚的翠鸟在其餘下的一生中都棲息在河邊，希望能看到方舟並向挪亞賠罪。基督徒將翠鳥視為悲傷和內疚的象徵，並提醒自己遵守諾言的重要性。
在研究方面，普通翠鳥因其較高的生態地位，常被用以做為一種生態指標研究。例如牠們曾做為鼎湖山生態保護區的生態指標分析如多氯聯苯、PBDEs及兩種溴化阻燃劑的污染物質。小行星8975即以普通翠鳥的種小名命名。

## 延伸閱讀
- Cramp, Stanley (编). . . Oxford: Oxford University Press. 1985: 711—723. ISBN 0-19-857507-6 （英语）.

## 外部連結
- VIREO上普通翠鳥的圖片
- Xeno-canto上普通翠鳥的叫聲 （页面存档备份，存于）
- 各國繪有普通翠鳥的郵票 （页面存档备份，存于）
- 在ARKive上的普通翠鳥照片 (Alcedo atthis)
- 英國皇家鳥類保護協會的翠鳥影片介紹 （页面存档备份，存于）
- 翠鳥育雛 （页面存档备份，存于）
- Blasco-Zumeta, Javier; Heinze, Gerd-Michael.  (PDF).   [2023-08-20]. （原始内容 (PDF)存档于2014-12-02） （英语）.